# Turkozelotes
Turkozelotes microb es una especie de araña araneomorfa de la familia Gnaphosidae. Es la única especie del género monotípico Turkozelotes.  

## Distribución
Es originaria de la provincia de Adana en Turquía.